# 交響情人夢角色列表
本內容是漫畫作品《交響情人夢》登場人物列表：
1. 內容以漫畫版為準，關於人物在與動畫版及電視劇版本差異，可參考相關條目。
2. 日聲是動畫版的聲優（日本配音員）、臺聲是臺灣配音員、日演是日本電視劇版演員、日語聲是日本電視劇版外國演員的日語配音員、韓演是韓國電視劇版演員。
3. 關於作品的其他設定，請參考交響情人夢條目。
4. 部分角色的名字可能在動畫版及電視劇版登場才公開，下列角色名字以交響情人夢Character Book及漫畫版為準，若有差異會附上註解。

## 主角
野田惠（野田 恵；日聲：川澄綾子；臺聲：林美秀；日演：上野樹里、森迫永依（童年）；韓演：沈恩敬（薛明日）；中演：林允、陈安可（方小莴，童年））
20歲，桃丘音樂大學鋼琴科2年生，1981年9月10日出生、福岡縣大川市出身。B型、身高162cm、胸圍D70。
慣稱。生於東京都，年幼在花櫻鋼琴教室學琴，但被老師毆打形成童年陰影，曾一段時間沒有練琴，10歲跟隨父親回到家鄉福岡縣大川市。之後修讀音樂大學，認識千秋真一，原本的志向是成為幼稚園音樂老師，第四年因為參加瑪拉度音樂比賽，雖然因為自行彈奏樂章落榜。落榜後對著追出來的千秋說「只想快樂的彈鋼琴，不想背負著壓力下學琴」後回福岡老家，一度斷了音訊，但受到夏洛·歐克雷的賞識，再加上在真一的遊說下才突然改以出國留學為志向，但由於第四學年不斷逃避上課導致出席率不足，原定留級，但因為要往法國留學而沒有在大學畢業。現在在巴黎音樂學院留學。雖然初期因為偷懶而沒學到法語，但後來透過法語版的《普莉與頃太》，使她的法語大有進步。最近因為在沙龍中演奏，大受參與的貴婦們及伴奏者好評。被千秋、折扇等人認為「有超一流的水準，不該受制於冷硬的學習環境，才能發揮其才華。」
自從認識千秋真一後，對他一見鍾情，但是喜歡的方式卻令人費解，時常在其他人面前提及真一是她的男朋友或丈夫，也不時會偷拍、偷窺、突襲千秋以及收集真一用過的道具。由於受到母親遺傳的關係，她不擅於打掃，她住的地方很快就會成為垃圾場，因此被真一認定是變態。是個毫無心機但是天真到超現實的女孩。動畫作品《普莉與頃太》的喜好者，已經記得劇中提及的內容。有超人一等的的聽力與記憶能力，聽過一次後就可以記起上來，雖然不多不少受到兒時的影響，她不太會看琴譜，需要人家演奏一次才會彈，目前法國開始挑戰看譜練習。對煮飯一點也不拿手，自稱最拿手的料理是飯糰，曾在法國煮咖哩而使其他人食物中毒。
野田惠的角色為現實中存在的人物，作者根據野田惠寄來相片啟發出在垃圾堆彈琴的情景，性格與真正野田惠相似，喜歡看漫畫，不太喜歡打掃。此外並以的身分在原作者網站留言版交流，現時在福岡縣大川市開設鋼琴教室。二之宮知子在漫畫版每一集的特別感謝必定提到野田惠。
千秋真一（千秋 真一；日聲：關智一、澤城美雪（童年）；臺聲：劉傑、林美秀（童年）；日演：玉木宏、藤田玲央（童年）；韓演：周元、崔權洙（童年，車宥振）；中演：张新成、魏子淇（李臻言，童年））
20歲，桃丘音樂大學鋼琴系3年生，1981年2月17日出生。身高181cm、血型O型、法國出生（神奈川縣長大）。
父親是名鋼琴家千秋雅之，生於法國巴黎，3歲開始在維也納學習音樂，因此能說流利的德語、英語和法語，擅長樂器是鋼琴和小提琴。12歲的時候已經向塞巴斯洽諾・維也拉為師。同年因為母親征子正式向丈夫雅之提出離婚，回到日本辦理手續時一次飛機意外患上飛機恐懼症，而在故事開始前再沒有出國，期間在母親的三善家居住，在神奈川縣長大，大學選擇鋼琴科的原因是因為疏於練習鋼琴。大學三年級受到野田惠的琴藝與天真吸引，但對於她的生活習慣不敢恭維，有壓力的時候經常會找野田惠作解壓工具。偶爾的機會之下成為S管弦樂團的總指揮，在休得列傑曼留待日本的時候，在他身上學到不少東西。大學畢業後，修讀研究所期間與三木清良、黑木泰則等人組成R☆S管弦樂團，兩次公演獲得各界好評，在此期間，不斷思考在日本的目的。此外在野田惠的催眠下，成功治療飛機恐懼症。內心腹黑，常吐槽某些人（通常是野田惠和峰）。
決意離開日本的真一前往法國，開始向職業指揮家邁進。首先在普拉提尼國際指揮比賽（Platini International Conductors' Competition）取得第一名，原本有機會成為蝶尚管弦樂團的指揮，但是在艾莉莎的壓力下被迫成為盧馬列管弦樂團擔任常任指揮，接手的時候是樂團的最低潮，出現部分團員不信任的情況，約三分之一成員出走，之後招募新的團員補充人手，並在成為常任指揮後的第一次公演時演出成功。
完美主義者，對自己和他人都嚴格要求，曾因為指點老師的錯誤而被老師拒教。在樂團擔當指揮時給予團員不少壓力，但相對上說卻為成員帶來不少的進步。在大學時代，特別受到女學生的歡迎，不少會稱呼他為千秋王子（千秋様）。對於野田惠有點抗拒但卻非接近不可，希望她成為有名的鋼琴家。除了飛機之外，真一對大海亦非常害怕，因為5歲發生沉船意外，因此不敢坐船，除了前女友多賀谷彩子外，就不敢對任何人說出此事，通常以害怕晒太陽為藉口。對父親非常討厭，每當古典生活雜誌介紹雅之的內容，都會將該期雜誌丟棄。

## 指揮者及其關係者
法蘭茲·馮·休得列傑曼（フランツ・フォン・シュトレーゼマン、Franz von Stresemann；日聲：小川真司；臺聲：康殿宏；日演：竹中直人；韓演：白潤植 （法蘭茲‧休得列傑曼）；中演：宁理（费舍尔））
來自德國的知名指揮家，年輕時受到桃平美奈子的影響而成為指揮家，年少時曾在盧馬列管弦樂團擔任指揮（當時的首席是凱·頓恩）。喜好是到夜總會聯誼，特別是日本的夜總會。有兩次撫摸野田惠胸部的記錄。在日本曾經使用假名米奇·荷士登（ミルヒ・ホルスタイン、Milch Holstein），德語解作牛奶和乳牛，目的是掩飾大師的身分，野田惠經常以米奇稱呼他。在偷偷溜去日本期間認識了千秋真一，發掘千秋並破例收徒。曾在真一來到法國不久與真一到世界作巡迴表演。經常因為身體問題（主要是酒醉）而無法練習及公演。只有桃平美奈子才可以制止他的不正常行為。討厭吃胡蘿蔔和香菇。酒以外的愛飲物是獨家配方的美人魚果汁，本人表示只與「希望對方長命百歲」的朋友分享。大部分時間是我行我素的色老頭，只有面對音樂時才會展現嚴謹的一面。常讓千秋作牛作馬，實際上很愛惜他的才華。
艾麗莎（エリーゼ、Elise；聲：川上倫子（第一季）、佐久間紅美（第二季）；臺：石薇；日演：吉瀨美智子）
法蘭茲·馮·休得列傑曼的經理人，以強硬手段對付休得列傑曼，非常了解休得列傑曼個性，制定了好色因應對策。但是有時候為了渡假，曾兩次向千秋真一提出由他暫當經理人，當中第二次強迫真一簽署合約，簽約完還順便附上一份厚達數十頁的「法蘭茲·馮·休得列傑曼使用說明書」讓千秋當場無言。她自從在普拉提尼國際指揮比賽第一回合比賽看見堅尼·多那杜後，立即成為了他的支持者，因而間接將蝶尚管弦樂團給予堅尼。
奧利佛（オリバー、Oliver；日聲：安元洋貴）
隸屬於合唱團，被休特列傑曼所重用。
塞巴斯洽諾·維也拉（セバスチャーノ・ヴィエラ、Sebastiano Vieira；日聲：江原正士；臺：劉傑；日演：丹尼克‧馬克爾（Zdeněk Mácal），日語聲：青野武）
有名指揮家，意大利人，真一在維也納時的教師，因為真一的努力下而成為他的學生，自此真一以他為目標，成為一位出色的指揮家。此外堅尼‧多那杜是他的弟子。似乎仍然無法擺脫孩子氣。在劇場版飾演此角色的丹尼克·馬克爾（Zdeněk Mácal）為捷克人，現任捷克愛樂交響樂團指揮。
松田幸久（松田 幸久；日聲：東地宏樹）
初登場36歲，國際知名的日本指揮家，曾在法國R管弦樂團成為常任指揮達6年之久，現為R管弦樂團客席指揮兼日本M愛樂指揮，在千秋真一離開R☆S管弦樂團時被真一招募。性格與休得列傑曼相似，尤其是對於女人，目前正與多個女朋友發展關係。極度憎恨盧馬列和蝶尚管弦樂團。
堅尼·多那杜（ジャン・ドナデュウ、Jean Donnadieu；日聲：森川智之；日演：Giry Vincent）
維也拉的弟子。法國年輕指揮家，在普拉提尼國際指揮比賽僅負於千秋真一，比賽中被譽為白王子（千秋是黑王子），特技是視線指揮法。目前是蝶尚管弦樂團的常任指揮，自從二手車事件後，揚言打倒千秋（經常出現幻想）。現時與日本人女朋友並木優子交往，並在德國求婚成功。
並木優子（並木 ゆうこ；日聲：進藤尚美；日演：山口紗彌加）
堅尼·多那杜的女朋友，在義大利認識堅尼後辭掉原來的工作，全力協助堅尼。對於堅尼的主要競爭對手會作出全力諷刺，即使對方和自己同樣是日本人。
片平元（片平 元；日聲：鈴木琢磨；日演：石井正則）
普拉提尼國際指揮比賽參賽者之一，以30歲的年齡限制參賽，之前三次曾參加此項比賽，但在第四次才成功進入總決賽，以獨特的跳躍方法進行指揮，連跳躍的時間也計算在內。雖然不太懂法語，需要千秋真一翻譯，但曾說自己不知為何總是聽得懂並木優子諷刺人時所說的法語。已婚，妻子和女兒都在日本，經常掛念妻子。目前在美國留學，預定隔年回日本指揮。
詹姆斯·德普利斯特（ジェイムズ・デプリースト、詹姆斯·德普雷斯特；日語聲：石住昭彥）
本角色為真實人物，於東京都交響樂團擔任常任指揮。喜歡看相撲。

## R☆S管弦樂團成員
關於千秋真一、峰龍太郎、奧山真澄等人，可參考桃丘大學學員一列。
三木清良（三木 清良；聲：小林沙苗；臺：石采薇；日演：水川麻美；韓演：裴玟廷（鄭詩媛））
R☆S管弦樂團首席小提琴，在德國學習小提琴，在與老師凱·頓恩回到日本期間，主動向真一聯絡組成新樂團，目前與峰龍太郎是戀人關係，不過在回到日本的押賣新聞音樂比賽因為前一晚睡覺時落枕得到第二，是她第一次敗仗。她在R☆S管弦樂團小提琴首席讓給高橋紀之，第二次公演中，有個人小提琴之獨奏，之後回到維也納。在巴黎篇時參加了康冬納國際音樂比賽，獲得小提琴組第三名。
黑木泰則（黒木 泰則；聲：松風雅也；日演：福士誠治；韓演：李柱英（具善宰））
R☆S管弦樂團雙簧管成員，稱號為燻銀色的武士。曾暗戀野田惠，失戀後在音樂大賽中失準而落選，第二次公演後往巴黎留學，現時與野田惠在就讀同一所學校，為應付考試與野田和保羅組成三重奏，但被塔妮亞暗示他陰沉（法語直譯青綠色）。性格比較內向，沈迷於雙簧管之上，總是會找機會修理雙簧管。
菊地亨（菊地 亨；日聲：諏訪部順一；日演：向井理；韓演：朴寶劍（羅允厚））
R☆S管弦樂團大提琴成員，目前在美國波士頓留學，回來日本參加大提琴比賽取得第一名。擁有三名女朋友，但事情被揭發後，遭她們打傷。雖然對R☆S管弦樂團女性成員有好感，但從未對R☆S女性成員展開追求。
高橋紀之（高橋 紀之；聲：石田彰；演：木村了）
R☆S管弦樂團小提琴成員，法國音樂學院畢業生，布馮音樂比賽季軍，原本被演藝界發現邀請他加入男子十五人樂隊兼成為隊長，但拒絕邀請，自薦加入R☆S管弦樂團演奏，直接向真一要求成為首席，否則加入演藝界。喜歡穿燕尾服的男子，尤其是千秋真一，曾直接向真一表白，最近正迷戀現任常任指揮松田幸久。
木村智仁（木村 智仁；聲：神谷浩史；臺：劉傑；演：橋爪遼）
峰龍太郎在妮娜·魯茲音樂祭所認識的朋友，演奏小提琴，在龍太郎的推薦下，加入R☆S管弦樂團。他被龍太郎稱呼為沙悟淨（他亦稱呼龍太郎為孫悟空）。懂德語，曾協助龍太郎作即時傳譯。
片山智治（片山 智治；聲：立花慎之介）
Ｇ大研究所在學時得到押賣音樂比賽第１名的法國號演奏者。本打算畢業後赴德深造，最後待在日本的職業樂團。
相澤舞子（相澤 舞子；聲：關山美沙紀；演：櫻井千壽）
押賣音樂比賽第２名的長笛演奏者，平常討人喜歡，但在喝酒的場合中強調自己的主張。大學畢業後放棄職業樂團得甄選會，留學深造。

## 桃丘大學

### 教職員
桃平美奈子（桃平 美奈子；聲：一城美由希、藤村步（學生時代）；臺：鄭仁君；日演：秋吉久美子、稲葉瑠奈（青年）；韓演：芮智媛（宋美娜）；中演：于小磊（林雨眠））
現任桃丘音樂大學理事長，以「東洋的寶石」在外國著稱，是休得列傑曼前女朋友，因為手指受傷，被迫放棄鋼琴，回到日本與某作家閃電結婚又離婚（艾莉莎的傳言）。現今仍與休得列傑曼保持良好關係。是少數可以控制休得列傑曼的人物。此外她有一個妹妹名為沙夜子，常在裏軒大快朵頤。曾被人誤會為美奈子。
江藤耕造（江藤 耕造；日聲：中井和哉；臺聲：夏治世；日演：豐原功補；韓演：李炳俊（都康在））
桃丘音樂大學鋼琴教師，自稱專門教導精英的學生，喜愛以紙折扇打學生，稱號是「折扇老師」。最初因為與真一不和因而取消對真一教導，在校內擁有很高發言權，曾利用權力與谷岡肇將野田惠交換。不過自從開始教授野田惠後，教導習慣開始改變。
谷岡肇（谷 岡肇；聲：小形滿；臺：劉傑；日演：西村雅彥；韓演：南宮演（安建成））
桃丘音樂大學鋼琴教師，根據學生所說，他教導的學生多是跟不上的學生，亦被稱為落後專。他教導的課程較為輕鬆，不會阻礙學生的發展，野田惠的最初三個學年由他執教。
中村綠（中村 みどり；聲：森夏姬）
小提琴教師。
小田切次郎（小田 切次郎；聲：最上嗣生）
鋼琴教師。
凱伊·杜恩（カイ・ドゥーン；聲：斧淳史；演：約翰‧貝茲）
德國人，出身於柏林愛樂管弦樂團，專長為小提琴。現今擔任桃丘音樂大學的客座講師。清良的恩師。

### 學員
峰龍太郎（峰 龍太郎；日聲：川田紳司；臺聲：夏治世；日演：瑛太；韓演：高庚杓（劉一樂））
21歲，小提琴科2年級學生，家裡經營中餐館《裏軒》。因為成績不好而留級一年，而被冠名為「留級太郎」（留級太郎與龍太郎在日語中發音相似）。最初登場時仍與朋友一起組成樂隊，非常討厭古典音樂，但後來與千秋在小提琴考試合演後，被真一鋼琴感染，決定走上古典音樂的道路。在S管弦樂團擔當首席小提琴，但被周邊的人懷疑實力。S管弦樂團解散後，真一要求龍太郎加入A樂弦樂團，才能加入R☆S管弦樂團，加入後以永恆樂團為目標，積極參與R☆S管弦樂團的事務，包括為樂團起名字等。畢業後協助父親打理店舖。與三木清良是戀人。
奧山真澄（奥山 真澄；日聲：藤田圭宣；臺聲：鄭仁君；日演：小出惠介；韓演：張世鉉（馬修敏））
21歲，樂器科3年級學生，專長為定音鼓，此外亦擅於木琴。患有密室恐懼症，不能夠長時間單獨練習樂器，一直喜歡千秋真一。由於衣著的關係，不時被誤認為是女性，自稱「打擊樂器女王」，但他留有鬚子，性格上有不少與一般少女相似。前A管弦樂團的成員，但因為在一次千秋前來觀摩讀練習中過於興奮而表演舞蹈，被指揮教練勒令退團。如果有人對千秋真一不利或者有人表示喜歡真一他會立即阻止。畢業後成為職業的定音鼓手，兼在R☆S管弦樂團擔任鼓手。生於山形縣。
多賀谷彩子（多賀谷 彩子；日聲：生天目仁美；臺聲：雷碧文；日演：上原美佐；韓演：金宥美（蔡度京））
21歲，聲樂科3年生，真一的前女友，在高中時代已經認識，真一認定她擁有美麗的聲音。她與真一曾一度復合，但是因為意見不合而分手，曾因為分手期間使她的表現陷入低谷，連首席的位置也讓給別人。父親為有名樂器商，開設多賀谷樂器。
佐久櫻（佐久 桜；日聲：能登麻美子；臺聲：石薇；日演：紗榮子；韓演：閔都熙（崔敏熙））
S管弦樂團低音大提琴成員，身高只有148cm，曾因為家中負債而打工，初登場時因為疏於練習，跟不上樂團進度，最終爸爸賣掉受詛咒的小提琴償還債務後安心練習。
大河內守（大河内 守；聲：近藤孝行；臺：蔣鐵城；日演：遠藤雄彌；韓演：白瑞斌（韓勝吾））
指揮科學生，自真一成為了S管弦樂團指揮後，視他為假想敵，在大學例行公演最後一刻才被迫成為A管弦樂團指揮，但換來悲慘的教訓。真一離開S管弦樂團後，加入S管弦樂團的指揮，被部分同學暗諷假扮真一入團。畢業後在他母親參加的里民合唱團擔任指揮。嗜好是短笛。
鈴木萌（鈴木 萌；聲：柚木涼香；臺：雷碧文；演：松岡璃奈子）
S管弦樂團雙生姊妹的姊，演奏樂器是長笛。自加入S管弦樂團後，不多不少有所成長，於畢業典禮進行演奏。雖然千秋真一拒絕讓她加入，但是在中期招募新成員時成功錄取。現時與妹薰開始以古典界的雙姝發行CD。於Lesson 111中被峰透露出愛上沙悟淨（木村智仁）。
鈴木薰（鈴木 薫；聲：小野涼子；臺：雷碧文；演：松岡恵望子）
S管弦樂團雙生姊妹的妹，演奏樂器是單簧管。與姊姊萌同樣在畢業典禮進行演奏，後來亦成為了R☆S管弦樂團中途加入的成員，現時以古典界的雙姝名義發行CD。
金城靜香（金城 静香；聲：橘U子；演：小林喜名子［又譯小林樹奈子］）
S管弦樂團中提琴成員，是一個會經常哭泣的人。真一曾經誤認她為男性，畢業與45歲的丈夫結婚後，改姓今村。
岩井一志（岩井 一志；聲：中村悠一；臺：蔣鐵城；演：山中崇）
S管弦樂團低音大提琴一成員，原本對練習不足的佐久櫻感到討厭，但是自從小櫻解決了家中的問題後，態度對小櫻開始改變，更成為S管弦樂團第一對情侶。
田中真紀子（田中 真紀子；聲：比嘉久美子；臺：鄭仁君；演：高瀬友規奈）
鋼琴科學生，野田惠的朋友，但是她的便當經常會被野田惠偷去，暗戀峰龍太郎，但是暗戀的方法有點奇怪。在文化祭加入S管弦樂團，與野田惠一起負責口風琴，畢業後在居酒屋打工。
石川怜奈（石川 怜奈；聲：千葉紗子；臺：雷碧文；演：岩佐真悠子）
鋼琴科學生，野田惠的朋友，擁有很高的好奇心。畢業後在唱片公司工作。
玉木圭司（玉木 圭司；聲：古島清孝；臺；夏治世；演：近藤公園）、橋本洋平（橋本洋平；聲：鈴木達央；臺；康殿宏；演：坂本真）
花花公子二人組，兩人是S管弦樂團成員之一。玉木是演奏單簧管，而橋本演奏雙簧管。曾經在千秋真一第一次的指揮為了鈴木薰而故意作弄千秋真一，不過被真一發現，第二次在慶典中故意使真一出醜，不過卻被其他人阻撓。畢業後在音樂公司工作。
菅沼沙也（菅沼 沙也；聲：新井里美；臺：林美秀；演：井上佳子）
聲樂科學生，與多賀谷彩子同年，曾在聲樂劇中佔去了多賀谷擔任主角的位置，因此多賀谷彩子視她為敵人。彩子稱呼她為大塊後。後來因為愛上同為聲樂科的男中音山本，成功減肥。
早川有紀夫（早川 有紀夫；演：諏訪雅）
指揮科學生，留學德國。使當時尚無法出國的千秋真一備受刺激。

## 主角的家人
三善征子（三善 征子；聲：三石琴乃；臺：林美秀；日演：黑田知永子；韓演：李雅賢（梁善榮）；中演：杨雪（顾筝））
千秋真一的母親，在真一11歲的時候與父親雅之離婚，回復舊姓。現時支援藝術家及音樂家為事業的人士，亦援助野田惠法國修學。
千秋雅之（千秋 雅之；中演：包小柏（李亚哲））
千秋真一的父親，原本為無名的鋼琴家，但自從與三善征子結婚後，開始在國際成名，但是在真一11歲的時候，與母親離婚，現時長居於德國，唯一與三善家有聯繫的人是長田克弘。
三善竹彥（三善 竹彦；聲：大塚芳忠）
千秋真一的舅舅，第二代三善商事社長。曾遊說千秋真一繼續他的事業，但是被真一拒絕，現時希望真一成功當上指揮家。
三善俊彥（三善 俊彦；聲：吉野裕行；臺：蔣鐵城）
千秋真一的表弟，竹彥的長男，曾在幼年向真一學習小提琴，目標是當音樂家，不過到了中學時期決定繼承家族的事業。
三善由衣子（三善 由衣子；聲：折笠富美子；臺：雷碧文）
千秋真一的表妹，很喜歡真一，曾經與野田惠玩耍，但因為騷擾到三善家家人，野田惠被真一說無法照顧小孩子。
三善誠一郎（三善 誠一郎；聲：青森伸）
千秋真一的外公。
坂田千代（坂田 千代；聲：笹森亞希）
年輕時就住在三善家的管家。面無表情又不擅長做菜，不過被視為值得信賴的家人。
野田洋子（野田 洋子；日聲：湯屋敦子；臺聲：雷碧文；日演：宮崎美子；韓演：方銀熙（蘇利母））
野田惠的母親，不擅於打掃，但在裁縫方面最為拿手，經常為野田惠製作連身裙。和女兒一樣少根筋。在東京生活時造成垃圾多到堆積在玄關的元兇。
野田辰男（野田 辰男；聲：大川透；演：岩了）
野田惠的父親，原在東京工作，在野田惠10歲回到家鄉在大川市繼承父親的海苔農田。嗜好是說冷笑話及和太鼓。
野田佳孝（野田 佳孝；聲：代永翼；臺：何志威；演：別當優輝）
野田惠的弟弟，現為大學生，私自以野田惠所創的味噌字在網路上販賣。嗜好是做菜和存錢。
野田喜三郎（野田 喜三郎；聲：園江治；演：江藤漢齊）
野田惠的爺爺，野田家中最穩重的人。他放的屁有腐壞營養午餐麵包的氣味。
野田靜代（野田 静代；聲：上村典子；臺：鄭仁君；演：大方斐紗子）
野田惠的奶奶。與洋子相處還算和睦，但是偶爾會向鄰居抱怨媳婦不賢慧。

## 巴黎篇登場人物

### 三善巴黎公寓居民
法蘭克·拉多因（フランク・ラントウーヌ、Franck Latoine；聲：淺沼晉太郎；演：瑛士）
目前在國立高級學院修讀鋼琴，居住於三善家在巴黎的公寓，與野田惠是短時間內成為了朋友。喜好是日本動畫，特別是《普莉與頃太》。因為他對日本動畫的熱衷，已被認定為御宅族，不過他很討厭人家批評御宅族的事。
塔奇亞娜·維奇諾娃（タチャーナ・ヴィシニョーワ、Tatiana "Tanya" Vishneva；聲：伊藤靜、演：Becky）
通稱塔妮亞。巴黎音樂學院的鋼琴科學生，俄羅斯人，目前居住於三善家在巴黎的公寓，經常化濃妝，自以為有很好的品味。最初登場時身材不太好，後來因為野田惠的咖哩中毒事件後成功減肥（不過正在復胖中）。暗戀黑木泰則。
李雲龍（聲：日野聰）
留學於法國的中國人，居住於三善家在巴黎的公寓，鋼琴科學生，由於經濟拮据以及獨生子地位，金錢意識與競爭意識都很強烈。憧憬同樣來自中國的孫蕊。
雅多薇戈（ヤドヴィガ；日演：Églantine Rembauville-Nicolle，日語聲：蒼井優）
17歲女生，匈牙利人，音樂學院作曲科學生，現居於三善家在巴黎的公寓。有時會在深夜練琴，被稱為「幽靈學生」。會彈奏特雷門。
長田克弘（長田 克弘）
40餘歲，現居三善家在巴黎的公寓，是一名畫家，但是他自稱不會將所畫的畫販售獲利，因此未能開始他的個人展覽，現時以導遊招募日本旅客賺取費用，經常受到室友的影響作出即興作品。與真一的父親雅之關係良好。長田也是確有其人，不過本尊長田克彥已於2006年因病去世。
安娜（Anna；聲：須藤繪里花）
三善公寓管理員，葡萄牙裔。與長田和千秋夫妻是舊識。

### 法國音樂學院（Conservatoire de Paris，法文）
查爾斯·奧克萊爾（シャルル・オクレール、Charles Auclair；日聲：清川元夢；日演：Manuel Doncel 馬努埃爾・唐瑟爾，日語聲：柳澤愼一）
法國鋼琴家，曾是馬拉度鋼琴比賽的評判之一，在比賽中看見野田惠的才能，決意邀請她到法國音樂學院留學，他是在該學院的音樂教師，有感於野田惠極高的才華只受到粗淺的開發，而稱呼她「小寶貝」。極喜歡吃甜食。被野田惠稱為「尤達大師」。
孫蕊（日聲：大原沙耶香、日演：山田優）
中國鋼琴家，年幼移居美國學習鋼琴，在10歲的時候已經出道，被譽為神童，在中國掀起了學琴的熱潮。但是因為母親的干涉，在紐約一次鋼琴表演表現差劣，曾被迫中止任何形式的演奏活動，現時在巴黎音樂學院留學。喜好是購物。房間凌亂程度不下野田惠。
保羅·杜伯伊斯（ポール·デュボウ、Paul Dubois；日聲：保村真）
音樂學院巴松管科學生，喜歡吃日本菜。為了應付考試，與野田惠和黑木泰則組成了烤雞肉串三重奏，現時亦為盧馬列管弦樂團一員。看來不太喜歡德式的Fagott，他的堅持感動其他團員使用法式巴松管。
盧卡斯·波特里（リュカ・ボドリー、Lucas Beaudry；日聲：佐藤利奈、下野紘（青年時代）；日演：尾台凌平）
12歲進入音樂學院的天才學生。經常與野田惠共同上課的學生，祖父的有名的音樂學者，研究對位法。在Lesson 91中開始進入青春期，現時的身高與野田惠差不多，目前正學習對位法。似乎喜歡野田惠。

### 其他人物
妮娜·露茲（Nina Lutz；聲：津田匠子；臺：雷碧文）
賽莉奴（セリーヌ；聲；世戶沙織）
長笛演奏者。

## 盧馬列管弦樂團
泰敖（テオ、Teo；日聲：興津和幸）
盧馬列管弦樂團後勤人員兼負責譜務（也是樂隊的唯一一人），雖然不擅於面對樂團首席，但他仍然多次安穩渡過危機。
托馬·西蒙（トマ・シモン、Thomas Simon；日聲：津田英三）
盧馬列管弦樂團小提琴首席兼太上皇。被稱為「盧馬列的獨裁者」，採用高壓手段造成樂團分裂。同時為法國國立交響樂團的首席。與千秋幾經摩擦後漸漸達成共識，開始有良好互動。本性不壞，只是對音樂堅持到頑固的地步。
艾力克斯·楚蘭（アレクシ・ソラン、Alexis Truran；日聲：新垣樽助）
盧馬列管弦樂團雙簧管成員之一，練習時坐在黑木泰則附近，千秋真一稱給他的綽號是「手機」。育有一名女兒，但因為妻子和本身另有工作，需由褓姆照顧。
諾愛米·克里夫（ノエミ・クルベ、Noemi Creve；日聲：瀧田樹里）
盧馬列管弦樂團大提琴的成員，識破千秋真一偽裝的眼力。千一給他的綽號是「紅稻草頭」，此外他也負責海報及漫畫封面設計的工作，還會翻譯美國漫畫。
羅蘭·休瓦里埃（ロラン・シュヴァリエ、Roland Chevalier；日聲：石井真；日演：三浦涼介）
威爾多管弦樂團中提琴手，亦曾兼任盧馬列管弦樂團的代班成員。自從指揮比賽認識千秋真一後，對真一非常仰慕，一有空就會找真一聊關於音樂的話題。他的祖母是盧馬列管弦樂團的會員。
丹尼爾（Daniel；日聲：松原大典）
盧馬列管弦樂團大提琴副首席，是有錢人家的少爺。實力堅強的新招團員。髮型像核桃（千秋發言）。
無袖（Sleeveless；日聲：石井一貴；日演：JiriN.Jelinek，日語聲：板倉光隆）
盧馬列管弦樂團小提琴手，個人風格強烈的新招團員。特徵是背心般的無袖襯衫與相搭配的袖口，本人表示穿著這種上衣並非為了時尚，而是出於實用目的：「穿上外套以後也不會熱，看起來也很普通」。
波特隊（ポッター隊、Team Potter）
實名不明，是千秋真一給予的名稱（因為圓眼鏡與哈利波特相似），在盧馬列管弦樂團擔當打擊樂器的部分。

## 其他重要人物
峰龍見（峰 龍見；聲：長島茂；臺：夏治世；日演：伊武雅刀；韓演：安吉強（劉原尚））
峰龍太郎的父親，在桃丘音樂大學附近經營中華餐館「裏軒」，但經常售賣與中國菜無關的料理，經常熱情招待龍太郎的朋友，對待兒子亦非常熱心，如果龍太郎身邊的人有什麼活動，也會全力支持。例如曾花三天三夜想起新樂團R☆S管弦樂團的名字以及花錢出廣告樂團宣傳費用。
江藤佳緒里（江藤 かおり；聲：平松晶子；臺：雷碧文；演：白石美帆）
江藤耕作的妻子，前聲樂家，現時為家庭主婦，為野田惠參加音樂大賽揀選衣物。
佐久間學（佐久間 学；聲：藤原啟治；臺：康殿宏；演：及川光博）
樂評，在《古典生活》中的〈夢色古典〉專欄連載，行文風格過於華麗詩意而顯得晦澀（千秋判斷他模仿哥德）。最初對真一沒有興趣，但自從第一次聽了由真一演奏的音樂，成為了真一的樂迷。
河野毛江子（河野 けえ子；聲：本田貴子；臺：石采薇；演：畑野浩子）
雜誌《古典生活》的編輯，為佐久間學翻譯複雜的句子，在尼娜‧魯茲音樂祭看見千秋真一暫代休得列傑曼指揮，開始對真一注目，現正單身，對年輕的男子沒有抵抗力。
大川總太郎（大川 総太郎；聲：田中完）
音樂評論家，在報紙押賣新聞編寫專欄古典之窗，在R☆S管弦樂團第次公演中登場。可以理解佐久間學的詩句的其中一人。
瀨川悠人（瀬川 悠人；聲：宮田幸季、小川光樹（幼年）；臺：何志威；演：伊藤隆大）
野田惠年幼在花櫻鋼琴教室學琴時的同學。參加瑪拉度音樂比賽與野田惠重逢，勾引起野田惠童年陰影，影響野田惠的比賽表現。在瑪拉度音樂比賽獲得第二名（第一名從缺）。